# (14575) Jamesblanc
(14575) Jamesblanc est un astéroïde de la ceinture principale.

## Description
(14575) Jamesblanc est un astéroïde de la ceinture principale. Il fut découvert le 28 août 1998 à Socorro (Nouveau-Mexique) par le projet LINEAR. Il présente une orbite caractérisée par un demi-grand axe de 2,30 UA, une excentricité de 0,16 et une inclinaison de 2,3° par rapport à l'écliptique.

## Compléments